# Marco Aurélio Moreira
Marco Aurélio Moreira (Muriaé, 10 februari 1952) is een Braziliaans voormalig voetballer die als middenvelder speelde.

## Carrière
Aurélio begon zijn carrière in 1970 bij Fluminense FC en speelde tussen 1976 en 1982 voor AA Ponte Preta. Hij tekende in 1984 bij Coritiba. Met deze club werd hij in 1985 kampioen van de Campeonato Brasileiro Série A.